# Iglesia de Santa María Magdalena (Arahal)
La iglesia de Santa María Magdalena es la mejor iglesia católica de la localidad española de Arahal, en la provincia de 

## Descripción
Se trata de una iglesia neoclásica construida entre 1785 y 1800, según inscripción en la capilla mayor. La dirección de las obras estuvo a cargo de Lucas Cintora.
El edificio de ladrillo y mampostería, con tres naves, crucero y coro tras el presbiterio, en forma de ábside semicircular, de raíz palladiana. Se cubre con bóvedas vaídas la nave central, y vaídas transversales las laterales. En el crucero existe una cúpula, mientras que el presbiterio se cubre por una bóveda de cañón en su primer tramo, y en el segundo con un cuarto de esfera, sostenida por columnas toscanas, en forma de baldaquino, separando este espacio del coro. Los soportes son pilares cuadrangulares con pilastras toscanas adosadas, donde apean arcos de medio punto. La molduración interna y externa se ajusta a los cánones neoclásicos.
A los pies, en el lado de la epístola se encuentra el Sagrario, capilla de planta de cruz griega, cubierta con cúpula, construida en 1766. La torre de ladrillo visto y tallado, tiene tres cuerpos, dos cuadrangulares y el tercero octogonal, rematado con chapitel. el primer cuerpo se articula con elementos toscanos, y el segundo con jónico. La cerámica es de los siglos XVI-XVII. Hay una inscripción sobre la restauración. La portada de los pies es neoclásica de ladrillos enfoscados en forma de arco triunfal, con dos cuerpos, rematándose con un ático con frontón.